# Luis Rodríguez Barrios
Luis Fernando Rodríguez Barrios (Paraguay, 29 de marzo de 1993) es un futbolista paraguayo. Juega como centrocampista y su equipo actual es el Club Deportivo FAS de la Liga Pepsi.

## Clubes
| Club                | País        | Año         | Partidos | Goles |
| ------------------- | ----------- | ----------- | -------- | ----- |
| Nacional            | Paraguay    | 2013 - 2014 | 9        | 1     |
| Deportivo Pereira   | Colombia    | 2015        | 25       | 2     |
| La U Universitarios | Costa Rica  | 2018 - 2019 | 3        | 0     |
| Jocoro              | El Salvador | 2019 - 2020 | 10       | 3     |
| FAS                 | El Salvador | 2020 -      | -        | -     |
| Total:              | Total:      | Total:      | 47       | 6     |